# Râul Dobroaia
Râul Dobroaia (sau Pârâul Dobroaiei) este un curs de apă, afluent al râului Aușel. 